# الحمى النزفية المصحوبة بالمتلازمة الكلوية

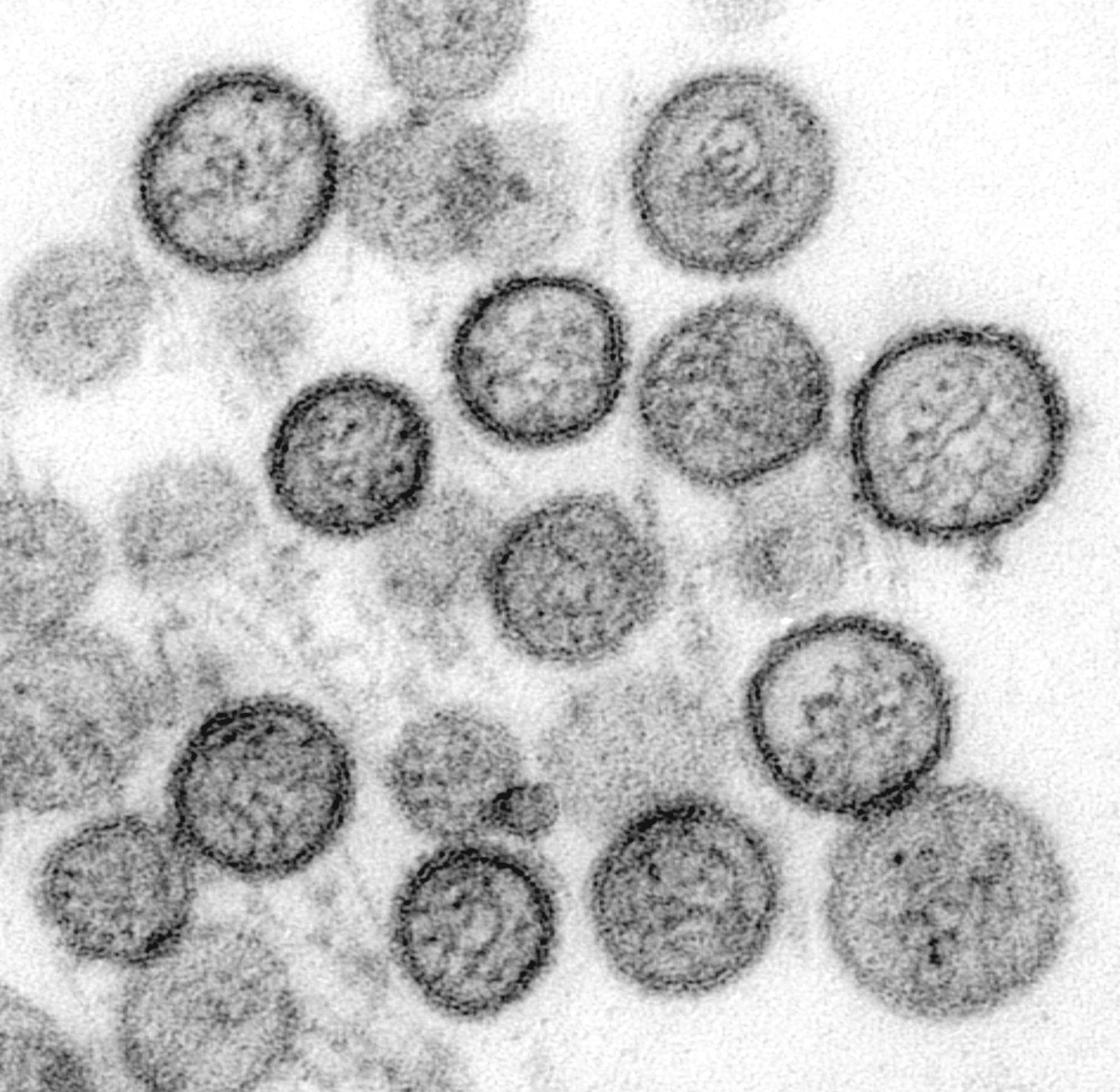
صورة ميكروسكوبية توضح فيروس إحدي فيروسات هانتا المسببة للحمي النزفية المصحوبة بالمتلازمة الكلوية

حمى الفيروسة النزفية مع المتلازمة الكلوية هي مجموعة من الأمراض المتشابهة سريريًا التي تسببها أنواع فيروسات هانتا و تُعرف أيضًا باسم الحمى النزفية الكورية والحمى النزفية الوبائية.  السمة المميزة لـهذا المرض هو وجود متلازمة أو أعراض ثلاثة الحمى والنزيف والفشل الكلوي. تصيب فيروسات هانتا القوارض بشكل مزمن دون مرض واضح، ولكن عندما تنتشر عن طريق إفرازات تتعرض لها الأشخاص الذين يتعاملون بشكل وثيق مع القوارض المصابة في البيئات الحضرية والريفية والمختبرية. يحدث الانتقال إلى الإنسان بشكل رئيسي عبر الجهاز التنفسي، مما ينتج عنه متلازمين سريريين رئيسيين: المتلازمة الرئوية الفيروسية و الحمى النزفية مع المتلازمة الكلوية.
وترتبط في شكلها الشديد بوفيات كبيرة وتتواجد في أوروبا وآسيا وأفريقيا. يبدو أن الحمى النزفية المصاحبة للمتلازمة الكلوية والمتلازمة الرئوية الفيروسية هم أمراض مناعية، والوسائط الكيميائية للألتهاب الموجودة بالجسم تسبب الأعراض.

## العلامات والأعراض
عادةً ما تتطور أعراض الحمي في غضون أسبوع إلى أسبوعين بعد التعرض للعدوي، ولكن في حالات نادرة، قد يستغرق ظهورها ما يصل إلى 8 أسابيع. تكون فترة الحضانة في بعض أنواع الفيروس ثلاثة أسابيع. تبدأ الأعراض الأولية فجأة وتشمل الصداع الشديد وآلام الظهر والبطن والحمى والقشعريرة والغثيان واضطراب الرؤية. قد يعاني الأفراد من احمرار في الوجه أو التهاب أو احمرار في العين أو طفح جلدي. يمكن أن تشمل الأعراض اللاحقة انخفاض ضغط الدم ، والصدمة الحادة ، وتسرب الأوعية الدموية، والفشل الكلوي الحاد ، مما قد يسبب زيادة السوائل الشديدة.
يمكن تقسيم مسار المرض إلى خمس مراحل:
1.مرحلة الحمى
تشمل الأعراض احمرار الخدود والأنف، والحمى، والقشعريرة، وعرق في راحة اليد، والإسهال، والضيق، والصداع، والغثيان، وآلام البطن والظهر، ومشاكل الجهاز التنفسي مثل تلك الشائعة في فيروس الأنفلونزا ، بالإضافة إلى مشاكل الجهاز الهضمي. تحدث هذه الأعراض عادةً لمدة تتراوح من ثلاثة إلى سبعة أيام وتنشأ بعد أسبوعين إلى ثلاثة أسابيع من التعرض.
2. مرحلة انخفاض الضغط
يحدث هذا عندما تنخفض مستويات الصفائح الدموية ويمكن أن تؤدي الأعراض إلى تسرع ضربات القلب ونقص نسبة الأكسجين في الدم. يمكن أن تستمر هذه المرحلة لمدة يومين.
3. مرحلة قلة البول
تستمر هذه المرحلة لمدة ثلاثة إلى سبعة أيام وتتميز بظهور الفشل الكلوي والبروتينية.
4. المرحلة المدرة للبول
يتميز هذا بإدرار البول من ثلاثة إلى ستة لترات في اليوم، والتي يمكن أن تستمر لبضعة أيام حتى أسابيع.
5. مرحلة النقاهة
يحدث هذا عادةً عندما يحدث التعافي وتبدأ الأعراض في التحسن. يمكن أن تكون هذه المتلازمة قاتلة أيضًا. في بعض الحالات، من المعروف أنه يسبب الفشل الكلوي الدائم.

## التشخيص
يصعب تشخيص على أسس إكلينيكية وحدها وغالبًا ما تكون هناك حاجة إلى أدلة تحاليل الدم ففي خلال أسبوع واحد ترتفع الأجسام المضادة IgG أربعة أضعاف، ووجود نوع اخر من الأجسام المضادة هي IgM ضد فيروسات هانتا وذلك دليل على وجود عدوى حادة للفيروس. يجب الاشتباه في هذه المتلازمة في المرضى الذين يعانون من مرض شبيه بالإنفلونزا الحادة والفشل الكلوي غير معروف المنشأ وخلل في وظائف الكبد في بعض الأحيان.

## العلاج
لا يوجد علاج أو لقاح لحمى النزفية المصحوبة بالمتلازمة الكلوية. يشمل العلاج العلاج الداعم بما في ذلك غسيل الكلى. مع ذلك وجد أن العلاج بالريبافيرين في الصين وكوريا، الذي تم إعطاؤه في غضون 7 أيام من بداية الحمى، إلى انخفاض معدل الوفيات بالإضافة إلى تقصير مسار المرض.